# Näspunggrävling
Näspunggrävling (Perameles nasuta) är en pungdjursart som beskrevs av Étienne Geoffroy Saint-Hilaire 1804 och som ingår i familjen punggrävlingar. IUCN kategoriserar arten globalt som livskraftig. Inga underarter finns listade.
Pungdjuret förekommer i en långsträckt remsa längs sydöstra och östra Australiens kustlinje. Regionen utgörs av lågland och upp till 1 400 meter höga bergstrakter men djuret vistas bara i undantagsfall högre än 1 000 meter. Habitatet kan variera mellan bland annat skogar och gräsmarker. Arten hittas även i stadsparker.
Arten når en kroppslängd (huvud och bål) av 31 till 43 cm och därtill kommer en kort svans (12 till 15,5 cm). Huvudet kännetecknas av en spetsig nos samt av spetsiga öron. Hela kroppen är täckt av gråbrun päls. Vikten varierar allmänt mellan 0,85 och 1,1 kg.
Individerna letar på natten efter föda som utgörs av små ryggradslösa djur som insekter. De gräver ett hål i marken som har formen av en kon. Näspunggrävlingen sover på dagen i ett näste av gräs. När honan inte är brunstig lever varje exemplar ensam. Ungarna föds efter 12,5 dagar dräktighet. När honan inte är brunstig lever vuxna exemplar ensam.